# Caryothraustes poliogaster
Caryothraustes poliogaster е вид птица от семейство Cardinalidae.

## Разпространение
Видът е разпространен в Белиз, Коста Рика, Гватемала, Хондурас, Мексико, Никарагуа и Панама.